# Vin
Vin är en alkoholdryck som görs på jäst saft från vindruvor. Drycker som jäses av annan frukt- eller bärråvara än vindruvor benämns fruktvin. Vin, med undantag av starkvin, har vanligen en alkoholhalt av 8 till 15 volymprocent alkohol. Inom Europeiska unionen definieras vin som "den produkt som framställs uteslutande genom total eller partiell alkoholjäsning av krossade eller okrossade färska druvor eller av druvmust" av tillåtna druvsorter och med krav på tillåten alkoholhalt som är beroende på odlingszon och vintyp. Produkter som inte uppfyller dessa krav får inte säljas som vin inom EU.
Vin har framställts i minst 8 000 år och är inte minst uppskattat som måltidsdryck, ofta i mer festliga sammanhang, även om det också förekommer att vin dricks i syfte att uppnå berusning. Vin är föremål för ett omfattande intresse vid sidan av den omedelbara konsumtionen, vilket bland annat märks på att det finns en stor mängd böcker och tidskrifter om vin, att många tidningar har särskilda vinjournalister och att det finns föreningar inriktade på vinprovning.
År 2006 såldes i hela världen 26 miljarder liter vin till ett värde av 230 miljarder USD, och 7,9 miljoner hektar mark användes för odling av vindruvor (läget 2004).
Själva ordet "vin" kommer från det urgermanska *winam, ett lånord från latinets vinum (med betydelsen vin eller vinranka), som i sin tur är härlett från den urindoeuropeiska ordstammen *win-o- (jämför klassisk grekiska: οῖνος oînos).

## Vinrankan och vindruvan

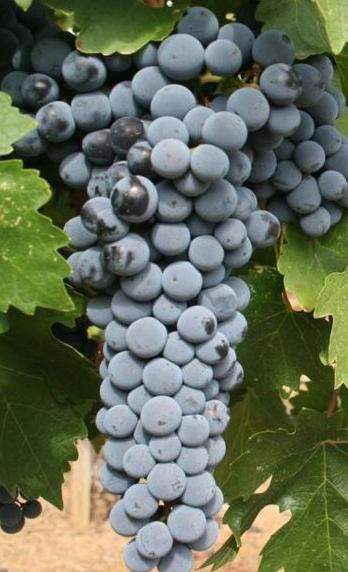
Cabernet sauvignon-druvor är en blå druvsort av arten vinranka (Vitis vinifera). Cabernet sauvignon är en mycket uppskattad druvsort för framställning av kraftiga röda viner, och är en av världens mest odlade druvsorter.

Råvaran för vintillverkningen, vindruvan, är frukten från arter i vinsläktet. Medan vindruvor från vissa andra arter är vanliga vid framställning av russin, framställs vin nästan enbart av vindruvor från arten vinranka (Vitis vinifera), som ibland kallas europeisk eller eurasisk vinranka för att skilja den från olika amerikanska arter såsom gråvin (V. cinerea, tidigare V. berlandieri), labruskavin (V. labrusca), doftvin (V. riparia) och klippvin (V. rupestris). Frukten från de amerikanska vinrankorna anses i huvudsak inte hålla måttet för produktion av kvalitetsviner. Den vilda varianten av eurasisk vinranka, Vitis vinifera subspecius sylvestris, förekommer naturligen i en stor del av Medelhavsområdet, Transkaukasus och Centralasien. Vitis vinifera odlas på såväl norra som södra halvklotet, och är även den art som odlas i Nordamerika.
Vinrankan är en klättrande buske eller lian som i vilt tillstånd använder träd som stöd, och som för sin förökning är beroende av att tränga genom trädens trädkronor för att på så sätt nå solljuset. Vinrankans evolution har därför lett till en växt som är mycket konkurrenskraftig och flexibel i sin växtform. Den kan skjuta många snabbväxande skott, och har ett rotsystem som är bra på att konkurrera om näring. Det sistnämnda innebär att vinrankan klarar av att växa i mycket magra och karga jordar.
De huvudsakliga kommersiella odlingsområdena för vin ligger mellan 30 och 50 grader nordlig bredd och mellan 30 och 45 grader sydlig bredd, men det har under senare år blivit allt vanligare med vinodlingar utanför dessa breddgrader, exempelvis i England och Sverige. De allra flesta odlade vinrankor är ympade på rotstockar av amerikanska vinrankor för att uppnå bättre motståndskraft mot vinlusen. Den fruktbärande delen av vinrankan är i dessa fall av arten Vitis vinifera medan rotsystemet, delen under jord, är av en annan art.

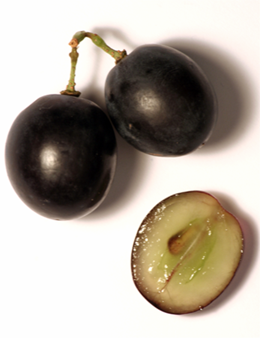
De blå druvornas färg sitter i skalen, inte i fruktköttet

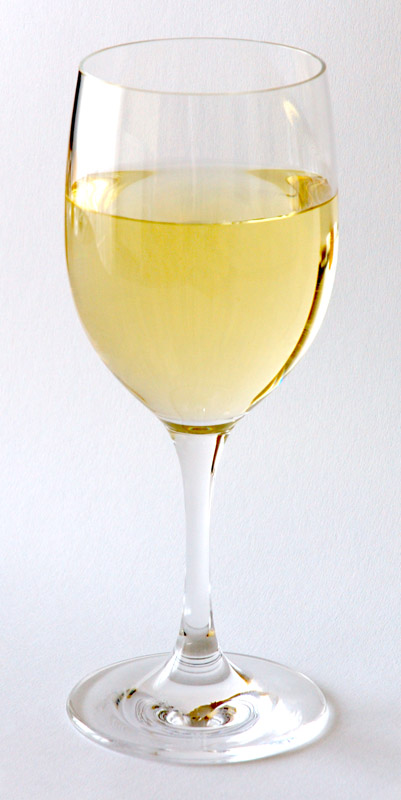
Vitt vin

Rött vin

Inom arten Vitis vinifera finns en mängd olika sorter av druvor, som skiljer sig åt med avseende på färg, druvornas storlek, druvklasarnas utseende och de aromer som vindruvorna ger. Detta medför att olika druvsorter tenderar att ge vin med olika smak och karaktär, och det gäller även för ympade vinrankor, när roten utgörs av en helt annan art; det är delen ovan jord som påverkar hur vindruvorna smakar. Olika rotstockar ger däremot olika avkastning, vilket påverkar kvaliteten. Olika druvsorter ställer olika krav på jordmån och klimat för att mogna på lämpligt sätt och vilket bidrar till att olika druvsorter är vanliga i olika vinregioner.
Den huvudsakliga indelningen av druvsorterna är i
- Gröna druvor (ibland vita druvor eller vitvinsdruvor), vars skal vid skördetillfället inte har en mörk färg, på grund av de inte innehåller färgämnet antocyanin. Den faktiska färgen vid skörd är oftast grön eller blekgul men kan också vara gråaktig eller ljusröd.
- Blå druvor (ibland röda druvor eller rödvinsdruvor), vars skal vid skördetillfället har en mörk färg, oftast mörkblå eller svart, beroende på förekomst av antocyanin. Denna färg sitter dock enbart i skalen, och fruktköttet har samma bleka färg som hos de gröna druvorna. Undantaget är vissa så kallade teinturierer, som har färgat fruktkött, men inga av dessa betraktas som ”kvalitetsdruvor”.

## Vintyper
De fem huvudsakliga vintyperna är indelade efter färg respektive framställningsmetod:
- Vita viner är ljust färgade viner som oftast är gjorda på gröna druvor. Deras faktiska färg kan variera från nästan vattenklar, via grönaktigt blekgul och djupt gyllengul till bärnstensfärgat (särskilt efter lång tids lagring).
- Roséviner är rosa, orangerosa eller ljusröda viner som är gjorda på blå druvor eller, undantagsvis, en blandning av blå och gröna druvor.
- Röda viner är mellanröda till mörkt purpurfärgade viner som är gjorda på blå druvor. Efter längre tids lagring kan de skifta mer i orangerött eller tegelfärg. Röda viner har i allmänhet en strävare smak än vita viner och roséviner.
- Mousserande viner är viner som innehåller bubblor av koldioxid. Mousserande vin kan vara vitt, rosé eller (mer ovanligt) rött.
- Starkviner är viner som är uppspritade genom tillsats av destillerad druvsprit. Starkvin kan vara vitt, rosé eller rött, och alkoholhalten är oftast 15 till 22 volymprocent.

Röda viner och roséviner måste göras av majoriteten blå druvor (men kan innehålla gröna druvor också), men vita kan göras på både blå och gröna druvor. Orsaken är att den röda färgen – som kommer från pigmentet antocyanin – finns i druvskalen, medan fruktköttet är nästan färglöst. Om man pressar blå druvor och snabbt avlägsnar skalmassan från druvmusten får man ett vitt vin. (Detta praktiseras dock bara i stor skala vid framställning av Champagne och andra mousserande viner, där ofta blå druvsorter ingår.) Genom att låta druvmusten få kontakt med skalmassan under begränsad tid får man ett rosévin, och om man låter denna process pågå under en längre tid får man ett rött vin. Detta är också förklaringen till att röda viner oftast har en strävare smak än vita viner och roséviner. Under tiden som färgen lakas ur, lakas även tanniner (garvsyra) ur druvkärnorna och eventuella rester av stjälkar. Ytterligare en liten men mycket gammal kategori vin är orangevin. Orangevin utmärker sig med hög tanninhalt och nötiga aromer. Orangevin, eller bärnstensvin, produceras huvudsakligen i Georgien.
Ytterligare uppdelningar av olika vintyper bygger på vinets grad av sötma (torra viner har ingen eller nästan ingen sötma, halvtorra viner har viss sötma och söta viner har en påtaglig sötma) och hur kraftig smaken är. Det är särskilt vanligt att klassificera vita viner efter deras sötma och röda viner efter hur kraftig smaken är.

## Vindruvssaftens popularitet
Man kan ställa sig frågan varför alkoholdrycken vin har blivit så populär, och behållit sin popularitet i tusentals år, och varför det är just den jästa saften av vindruva (snarare än andra frukter och bär) som nått denna särställning. En viktig anledning är sannolikt den mångfald av smaker och aromer som förekommer i viner av olika typer, ursprung och ålder, och möjligheten att på ett lyckat sätt kombinera dessa med olika typer av mat. Att viner erbjuder denna mångfald av aromer beror dels på att det finns många olika druvsorter, och dels på att vinets alkoholhalt är "medelhög". Vin har tillräckligt hög alkoholhalt för att många aromämnen skall vara lösliga i det och samtidigt bli flyktiga. Samtidigt har vinet en tillräckligt låg alkoholhalt för att inte alkoholen skall bedöva lukt- eller smaksinnet, och för att det ska vara möjligt att använda som måltidsdryck.
Anledningen till att den jästa saften från just vindruvor har blivit populär är att vindruvan har en mycket hög naturlig sockerhalt, högre än de flesta andra vanliga frukter och bär. I en tid när det inte fanns något industriellt framställt socker innebar detta att den jästa saften från vindruvor naturligen (utan sötning, förstärkning eller destillering) kom upp i en högre alkoholhalt än andra frukt- och bärviner. Detta innebar att vinet kom upp i den "medelhöga" alkoholhalt som nämns ovan, och därtill att det var en bättre rusdryck och hade en bättre hållbarhet än många andra drycker. Sannolikt var det dessa faktorer, även utnyttjandet som rusdryck, som bidrog till vinets inledande popularitet i historisk tid, innan destilleringskonsten uppfanns.
Vinets långa historia har också möjliggjort att en mängd druvsorter har förädlats fram och anpassats till de naturliga förutsättningarna i olika vinregioner. Vinets långvariga ställning som måltidsdryck har också inneburit att lämpliga vin- och matkombinationer har kunnat provas ut under lång tid.

## Vinets smak och doft
Vinets smak och doft eller aromer (som ofta betecknas bouquet) bestäms av en mängd faktorer, såsom vinets druvsort och vald produktionsmetod. När vinet har lagrats en tid och "mognat" förändras också aromerna. Den stora mångfald av aromer som kan förekomma i viner är en av anledningarna till att många ägnar sig åt vinprovning som hobby. En vanlig erfarenhet är att det är svårt att beskriva dofter och smaker på ett sätt som gör att den som inte delat samma aromupplevelse får ett rättvisande intryck. Beskrivningen av olika vinaromer bygger oftast på associationer till andra aromer, ofta mer "vardagliga" aromer, och ofta flera i kombination. Associationerna är i viss utsträckning individuella, men samtidigt finner man att en hel del gemensamma associationer finns mellan olika vinprovare. Ett pedagogiskt verktyg som tagits fram för att underlätta inlärning och kommunikation av vinaromer heter Aroma Wheel och framtaget av professor Ann C Noble vid University of California, Davis. De grupper av aromer som förekommer i detta, och exempel på specifika aromer inom respektive grupp, är:
| Aromgrupp | Exempel i vita viner  | Exempel i röda viner      |
| --- | --------------------- | ------------------------- |
| Fruktiga aromer                                                                                               | Citron och grapefrukt | Körsbär och svarta vinbär |
| Blommiga aromer                                                                                               | Rosor                 | Violer                    |
| Kryddiga aromer                                                                                               | Kryddnejlika          | Svartpeppar               |
| Vegetativa ("gröna") eller örtiga aromer                                                                      | (Nyklippt) gräs       | Grön paprika              |
| Träartade aromer (kommer oftast från fatlagring)                                                              | Ek ("Ekplanka")       | Rostat kaffe              |
| Karamelliserade aromer                                                                                        | Smör                  | Choklad                   |
| Nötiga aromer – utvecklas ofta med lagring                                                                    | Hasselnötter          |                           |
| Jordiga aromer – en del tyder på defekt                                                                       | Champinjoner          |                           |
| Kemiska aromer – vissa utvecklas med lagring, många andra tyder på defekt                                     | Petroleum             |                           |
| Stickande aromer – tyder oftast på defekt                                                                     |                       |                           |
| Oxiderade aromer – förekommer i vissa vintyper, till exempel Sherry och Madeira, men tyder i övrigt på defekt |                       |                           |
| Mikrobiologiska aromer – förekommer i vissa vintyper, men många tyder på defekt                               | Jäst (i Champagne)    |                           |

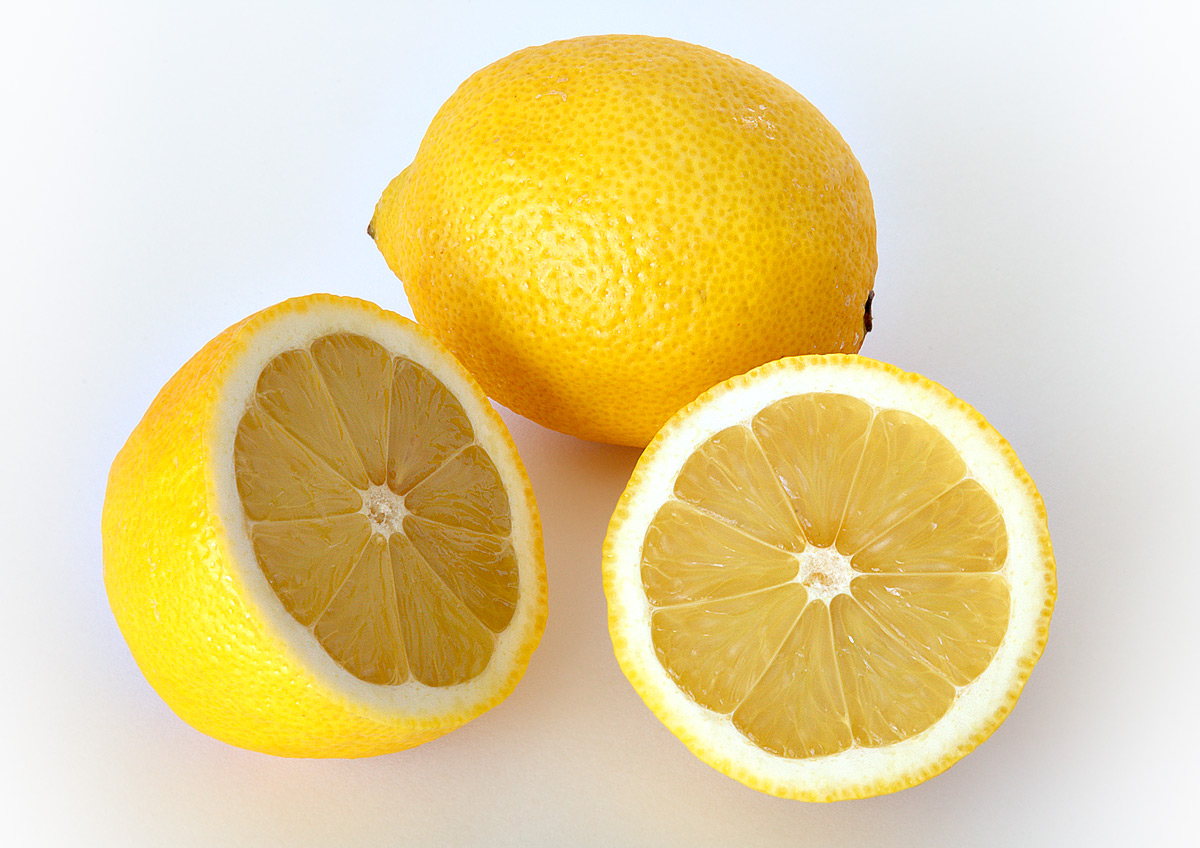
Citron

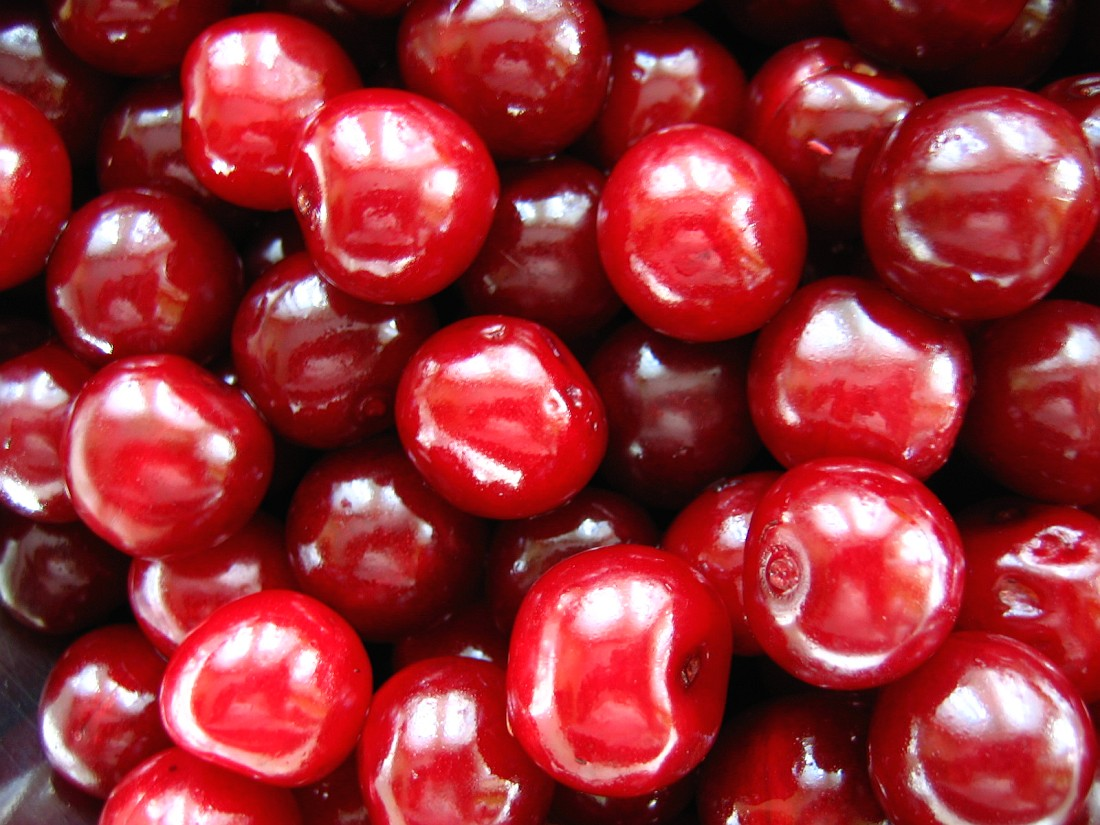
Körsbär

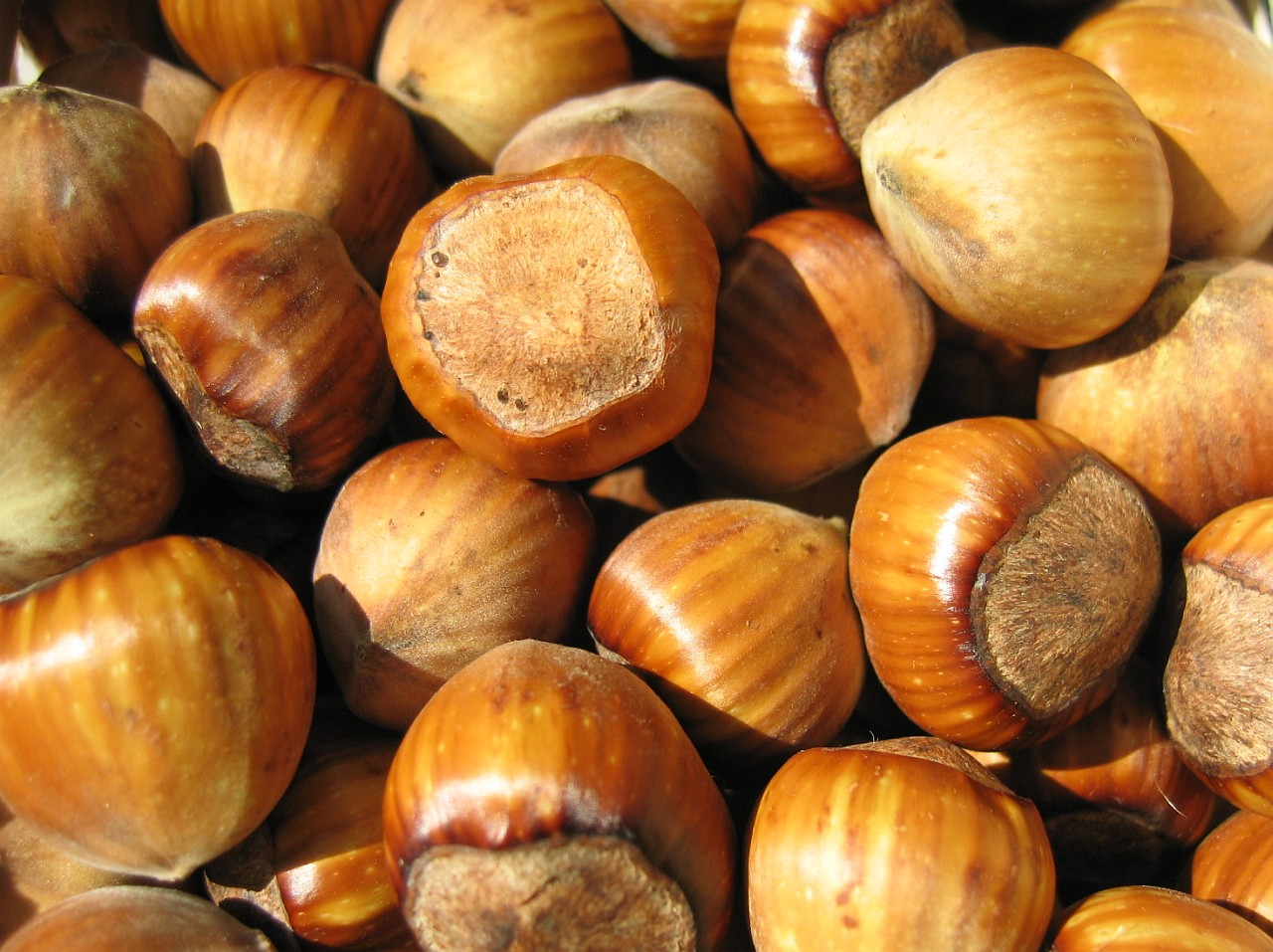
Hasselnötter

I unga vita viner dominerar ofta de fruktiga och blommiga aromerna, och vissa druvsorter har dessutom kryddiga eller vegetativa/örtiga aromer. I unga röda viner dominerar ofta de fruktiga, kryddiga och träartade aromerna, och vissa druvsorter har dessutom vegetativa/örtiga eller blommiga aromer. Det kan nämnas att aromhjulet inte är framtaget för att vara botaniskt eller kemiskt korrekt, vad avser olika dofters släktskap eller ursprung, utan är avsett som en pedagogisk gruppering av aromer som det mänskliga luktsinnet uppfattar som likartade.

## Historia

### Forntiden
De första vinerna skapades sannolikt från vindruvor som plockades från vilt växande vinrankor av arten Vitis sylvestris. Det var säkert lockande för forntidsmänniskan att plocka de färgade och söta vindruvorna för att äta dem som de var. Om vindruvorna vid något tillfälle lades i en behållare, och några av dem gick sönder, räcker det med att denna behållare fick stå en tid för att någon form av vin skall ha skapats. Det är så man tror att de första vinerna skapades. Uppenbarligen uppskattades denna dryck tillräckligt, sannolikt på grund av sin verkan som rusdryck, för att odling av vinrankor skulle uppstå som ett sätt att få bättre tillgång till druvorna. Detta utgör den paleolitiska hypotesen om hur vinodlingen uppstod.
De äldsta spåren som tyder på vinframställning har hittats i kaukasiska Georgien och är ca 8000 år gamla. Tidigare trodde man att de äldsta spåren av vinframställning hade hittats av amerikanska arkeologer, verksamma vid University of Pennsylvania, i Firuz Tepe i nordvästra Persien. Dessa fynd härstammar från omkring 5400 f.Kr. Exakt när människan övergick från att samla in vilt växande vindruvor till att istället odla vinrankan är inte känt. Vinodlingen spred sig förmodligen från Kaukasus (nuvarande Georgien och Azerbajdzjan) till babylonier, och runt hela Medelhavet av fenicier och etrusker till greker och romare. De äldsta fynden av mer industriell tillverkning har hittats i nuvarande Armenien och den arkeologiska fyndplatsen kallas Areni-1, vilket är en grotta en halv dagsresa söder om Jerevan.
Eftersom den vilt växande Vitis sylvestris har blå druvor lär de äldsta vinerna ha varit röda. Exakt när och var de vita vinerna uppkom är inte bekant, men eftersom spår av vita viner har återfunnits i amforor i Tutankamons (död cirka 1339 f.Kr.) grav måste vita viner ha funnits i mer än 3300 år. Australiska forskare har nyligen dragit slutsatsen att de flesta gröna druvsorter har ett gemensamt ursprung och att färgskillnaden mot blå druvsorterna beror på två ovanliga mutationer.

### Antiken
Från och med antiken finns, utöver de arkeologiska fynden, även skriftliga källor att tillgå som beskriver både vinodlingen och själva vinerna. Från dessa källor vet vi att man redan för minst 2 500 år sedan skilde på olika druvsorter, ansåg att viner från olika regioner var av olika kvalitet och använde svaveltillsats vid vinframställning. De äldsta tecknen på vinodling i Europa härrör från Grekland. Arkeologiska fynd i Mykene visar på professionell vinodling på 1500-talet f.Kr., och i Homeros skrifter från 700-talet f.Kr. är vinet hjältarnas husdryck. Botanikern och Aristoteles-lärjungen Theofrastos (ungefär 370-285 f.Kr.) beskrev i sina skrifter hur druvsort, klimat och jordmån måste stämma överens, och rekommenderade att vinrankorna skulle förökas bland annat genom sticklingar.
I det persiska akemeniderriket (550–330 f.Kr.) var vin en lyxprodukt och en för ekonomin viktig basvara som konsumerades vida. Grekiska författare, såsom Herodotos och Ktesias, ger ingående skildringar av vinets framträdande betydelse i Iran och den sociala etikett som omgärdade drickandet. Tack vare rikets enorma geografiska storlek kunde den iranska överklassen låta hämta viner från avlägsna platser, som Sogdien, Trakien och Armenien, och avnjuta dessa till fest. Dessa persiska kosmopoliter var sannolikt världens första skara vinkännare.
Vinnäringens största problem i antiken var vinernas hållbarhet. Antikens viner transporterades i amforor, som tätades med beck eller kåda. (När vinet på detta sätt tog smak av kåda uppstod det kåda-kryddade grekiska vinet retsina, som fortfarande tillverkas.) För att förbättra hållbarheten kunde vinet förses med ett lager matolja (såsom olivolja) ovanpå vinets yta, och dessutom tillsattes ofta olika kryddor och svavel. Många av antikens viner var mer eller mindre söta. De bästa vinerna i antikens Grekland ansågs komma från de egeiska öarna, och vinhandel över hela medelhavsområdet hade stor betydelse för många av dåtidens stadsstater. När grekerna koloniserade andra medelhavsländer under perioden 1000 f.Kr. till 600 f.Kr. medförde de sina egna druvsorter och sina egna metoder för vinframställning. Delar av dagens Italien, framför allt Kampanien, döptes av grekerna till Oinoitra (på latin Enotria), vilket vanligen tolkas som "vinlandet", även om andra innebörder lär vara möjliga.
De tre mest kända vinerna under Romarrikets storhetstid kallades Caecubum, Falernum och Surrentinum, kom alla från Kampanien, och finns omnämnda såväl av Plinius den äldre som av den grekiske läkaren Galenos ungefär hundra år senare. Falernum betraktades under flera hundra års tid som "kejsarvinet", och fanns i såväl röd som vit version, den senare gjord på druvsorten Aminea. Av de dåtida beskrivningarna av Falernum att döma - bärnstensfärgad till brun, mycket söt och stark - tycks det ha varit ett vin som påminner om söt sherry. Falernum av årgången 121 f.Kr. är det äldsta kända omnämnandet av ett vin från en viss årgång som exceptionellt bra och ovanligt långlivat, och detta vin fick det egna namnet Opimianum.
Romarriket införde vinodling i hela sitt rike, med dess europeiska, västasiatiska och nordafrikanska delar. Flertalet europeiska vinregioner kan räkna sin historia tillbaka till Romarriket, och finns omnämnda i romerska skriftkällor, exempelvis Bordeaux, Rhône och Mosel. Kejsarna Domitianus och Probus utfärdade bestämmelser kring vinodlingen vilka kan ses som de äldsta kända formerna av vinlagstiftning. Romarna började också lagra och transportera vin på fat (trätunnor), förutom de tidigare använda amfororna.

### Medeltiden
Romarrikets fall medförde en ekonomisk tillbakagång i Europa, och såväl marknader som transportmöjligheter för bättre viner försvann. Mycket lite är känt om vinodlingen i Europa från 300-talet till 1000-talet. Under Karl den stores tid etablerades vinodling i erövrade områden, till stor del genom kyrkans försorg. I såväl Bourgogne som längs Rhen spelade Cistercienserorden en stor roll för vinnäringens utveckling. Från Kloster Eberbach i Rheingau drev Cistercienserna medeltidens största vinhandelsrörelse.
Eftersom viner transporterades i tunga trätunnor var långväga vinhandel enbart möjligt via vattenvägar - floder och hav. Viner från områden som inte hade tillgång till sådana vattenvägar kunde i princip enbart konsumeras lokalt. Generellt lagrades inte viner vid denna tid, utan dracks upp året efter skörd.

### 1500- till 1700-talet
De första vinodlingarna i Nya världen grundades av européer från mitten av 1500-talet. Till Chile kom de första vingårdarna 1548 och till Argentina 1551. Produktionen från dessa vingårdar syftade till att stilla törsten hos de europeiska conquistadorer som flyttat till dessa "nya" länder. När de första vingårdarna anlades i närheten av Kapstaden i Sydafrika 1665 av den holländske läkaren Jan van Riebeeck var dock det uttryckliga syftet att framställa viner som skulle bunkras av ostindiefararna på rutten mellan Europa och Indien.
Efter att destilleringskonsten började bli spridd skapades ett antal starkviner som kunde tåla lång transport utan förstöras. Bland annat utvecklades sherry, portvin och madeira inte minst med tanke på den engelska marknaden och att drickas ombord på engelska fartyg.
Vid denna tid började också buteljerade och flasklagrade viner bli vanliga. Glasflaskor hade kunnat tillverkas tidigare, men det som gjorde att vinflaskor av glas började användas för transport och lagring av vin var att en bra möjlighet att försluta flaskorna upptäcktes – korken. I och med att de buteljerade vinerna blev vanliga upptäcktes effekten som lagring och mognad kunde få på viner. I och med denna upptäckt började viner tillverkas i en stil som var avsedd för lagring. Detta gäller särskilt Bordeaux, som tidigare framställde lätta, ljusröda viner (Clairet), men som från slutet av 1700-talet började framställa kraftigare, lagringsdugliga röda viner avsedda inte minst för den engelska marknaden. Bland de högre stånden i Frankrike var det vid denna tid vinerna från Bourgogne och Champagnevinerna som var de som skattades högst.

### 1800-talet
Under början av 1800-talet utvecklades Champagne från ett oftast blekrött stilla vin till ett uppskattat mousserande vin. Tidigare hade jäsningen i de kalla vinkällarna i Champagneregionen ibland avstannat under vintern. När vinet trots detta buteljerades hände det att jäsningen åter tog fart i flaskan framåt våren, oftast med följd att flaskan sprängdes. Det förekom dock att Champagneviner med en viss mängd koldioxid och bubblor överlevde ända fram till servering, och viner med denna "defekt" visade sig i flera fall uppskattas. Genom att engelska glasmakare började tillverka tåligare flaskor av tjockare glas och högre kvalitet blev det möjligt att buteljera viner med tryck i flaskan utan att alltför många flaskor gick sönder.
Utbyggnaden av järnvägen under 1800-talet gav nya möjligheter att transportera viner även från områden där inga praktiska vattenvägar fanns. I Frankrike innebar detta att vinerna från södern – Midi – kunde nå Paris.
Den fortsatta europeiska koloniseringen av andra kontinenter ledde till att ytterligare länder i Nya världen fick vinodlingar under 1800-talet. Efter att misslyckade försök till vinodling hade genomförts i Australien från 1788, startades den australiska vinnäringen 1825 av skotten James Busby.
Under 1800-talet drabbades den europeiska vinnäringen av flera olika nya skadeangrepp och parasiter som hade amerikanskt ursprung, och som fick stora skadeverkningar. Efter en lång period av samevolution med dessa parasiter var de amerikanska vinranksarterna i huvudsak resistenta mot dessa angrepp, men det gällde inte den europeiska vinrankan.
Det första angreppet kom från mjöldagg som slog till första gången 1847, denna kunde dock bekämpas med Bordeauxvätska. Betydligt allvarligare visade sig vinlusen vara, en insekt som numera kallas Daktulosphaira vitifoliae, men som tidigare kallas Phylloxera vastatrix, och som därför fortfarande är mer bekant som Phylloxera i vinkretsar. De första tecknen på phylloxera-angrepp i en europeisk vingård konstaterades i Arles i södra Rhône 1863, och yttrade sig genom att vinrankorna först framstod som sjuka och gav mindre skörd, och därefter dog helt. Det dröjde till 1868 innan man förstod att sjukdomen berodde på att vinlusen livnärde sig på att suga sav ur vinrankornas rötter med den ytterligare följden att rankan drabbades av svampinfektioner som sammantaget dödade rötterna. Under kommande decennier spred sig vinlusen över Europa, med början i Frankrike, och en stor pessimism bredde ut sig i vinnäringen. Förvisso kunde man plantera amerikanska vinrankor istället, eller hybrider mellan europeiska och amerikanska vinrankor, men vinerna från dessa vinrankor befanns vara undermåliga. Lösningen på problemet blev till sist att ympa europeiska vinrankor på rötter av amerikanska vinrankor, eller på rötter av hybrider. Det visade sig nämligen att vindruvorna från en sådan ympad vinranka huvudsakligen fick karaktär av delen ovan jord, inte av rötterna. Det krävdes dock en hel del utvecklingsarbete för att hitta lämpligt rotmaterial, exempelvis sådana som klarade sig på de kalkrika jordar som finns i många av Frankrikes bästa vingårdar.
Vinlusens härjningar fick stora följder. När man återplanterade vingårdarna ändrades i många fall druvsammansättningen, och en del gamla druvsorter försvann. I vissa fall hade vinbönderna inte några ekonomiska resurser för att plantera om, och vingårdar eller hela regioner slogs ut helt. Bland annat fanns det under 1800-talet omfattande vinodlingar i centrala/norra Frankrike (väsentligt norr om Loire och Chablis) som tidigare levt på närheten till Paris. Konkurrensen från södra Frankrike hade redan fått vinnäringen i dessa regioner att gå på knäna, och vinlusen blev den slutliga dödsstöten. Många franska vinodlare gav också upp och flyttade till andra länder dit vinlusen ännu ej kommit. Bland annat fick spanska Rioja ett lyft i slutet av 1800-talet till följd av invandring från Bordeaux av vinodlare som tog med sig sitt kunnande. I spåren av vinlusens härjningar blev det också vanligare med olika former förfalskade viner, där importade viner såldes som franska, eller där rena vinsubstitut bestående av jäst socker eller jästa importerade russin i vatten, blandade med färgämnen, således som "vin" av mindre nogräknade vinbönder eller köpmän. Detta ledde till stor upprördhet hos både seriösa vinodlare och konsumenter och blev startskottet för den omfattande franska vinlagstiftning som kulminerade med införandet av AOC-bestämmelserna på 1930-talet och som senare har legat till grund för EU:s gemensamma bestämmelser.
Under andra halvan av 1800-talet började vetenskaplig kunskap om vintillverkningen utvecklas, och många teknologiska innovationer började användas, såväl för att bekämpa skadeangrepp som för andra syften. Den franske kemisten Louis Pasteur, som arbetade för att förbättra de franska vinerna, lyckades klarlägga att alkoholjäsningen vid vinframställningen beror på verkan av jästceller (vilket också blev startskottet för mikrobiologin som vetenskap). Fransmannen Antoine Chaptal införde uppfinningen att tillsätta socker till druvmusten före eller under jäsningen, för att på så sätt öka alkoholstyrkan i vinerna, vilket bland annat syftade till att jämna ut årgångsvariationerna i viner från de svalare områdena i Frankrike. Denna behandling döptes senare till chaptalisering.

### 1900-talet
Under 1900-talet fick många tekniska innovationer insteg i vintillverkningen, inledningsvis i syfte att öka produktionsvolymen, men senare i syfte att skapa viner med en viss stil. Korken fick också konkurrens av nya förslutningar i form av bland annat skruvkapsyler.
Vinproduktionen påverkades också av globaliseringen. Den nya världen ökade på kvaliteten på sina viner och började inrikta sig på export, även till Europa. Detta ledde till hårdnande konkurrens för vinproducenter. Internationella vinskribenter fick också ett ökat inflytande på vilka viner som anses bra, och vinsmaken globaliserades. En viss global homogenisering av vinstilar skedde; ett begränsat urval druvsorter började planteras på allt fler ställen och fler tillverkare eftersträvade nu en likartad smakprofil.
Under senare år har en viss återgång skett då vilken druva som vinet är gjort av har fått en större betydelse. Druvan kan ha en stor påverkan på smaken men även exempelvis eventuell fatlagring m.m. inverkar på slutresultatet. Olika äldre druvor som t.ex. den nu exklusivt chilenska Pais och nästan exklusivt chilenska Carmenere men även andra gamla druvor har fått en renässans då många vinälskare vill ha omväxling till de stora, ofta korsade druvsorterna. Många av de idag vanligaste druvorna är hybrider.
Idag finns en utbredd vinkultur inte bara i den gamla världen, utan även i exempelvis Australien, Nord- och Sydamerika, Sydafrika. Även i Asien börjar vin bli uppskattat, särskilt i Japan och Kina. Runt om i världen anordnas olika typer av vintävlingar, och vinprovning är en populär företeelse bland intresserade.

## Produktion

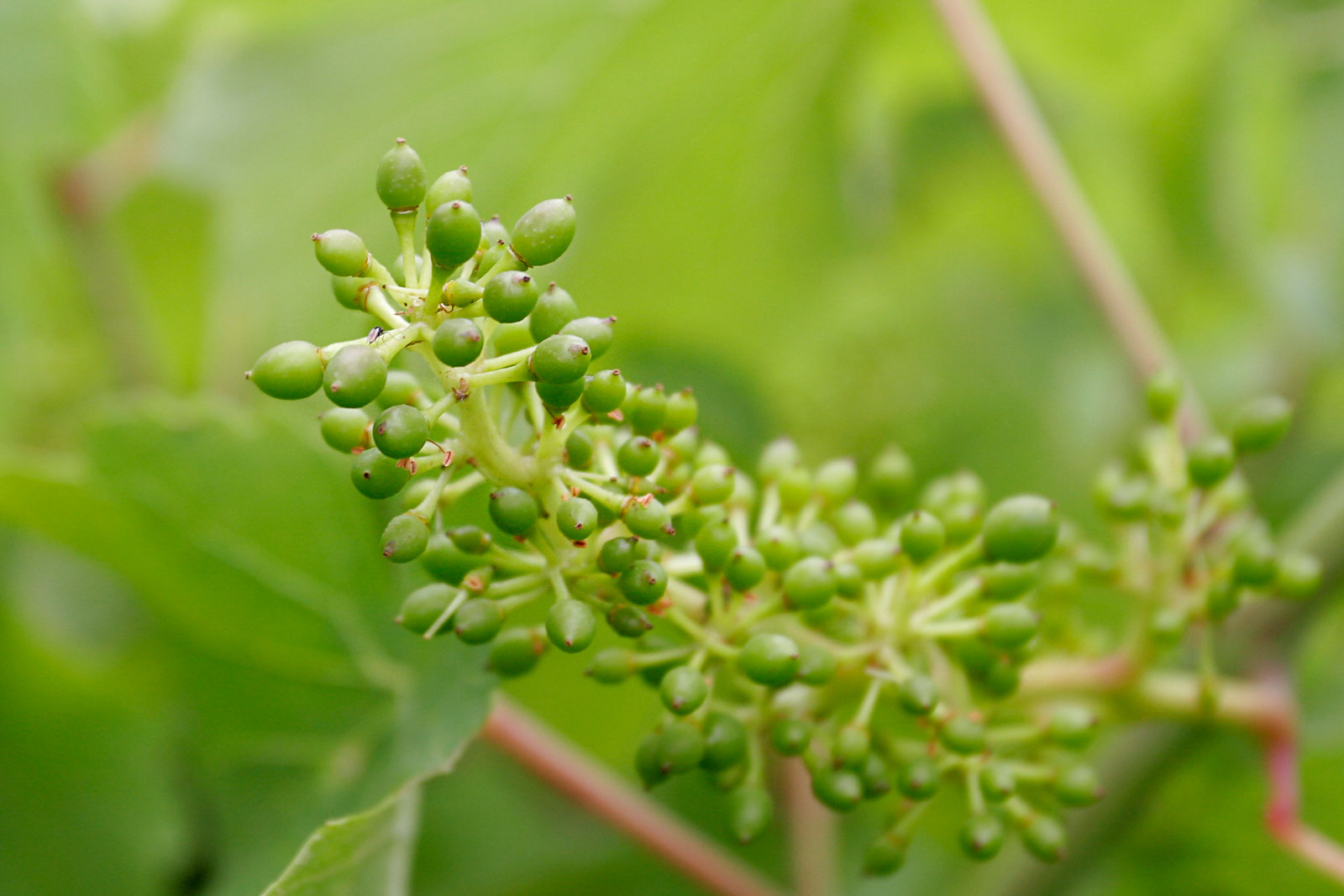
En klase med ännu outvecklade vindruvor

Generellt kan vinproduktionen delas upp i

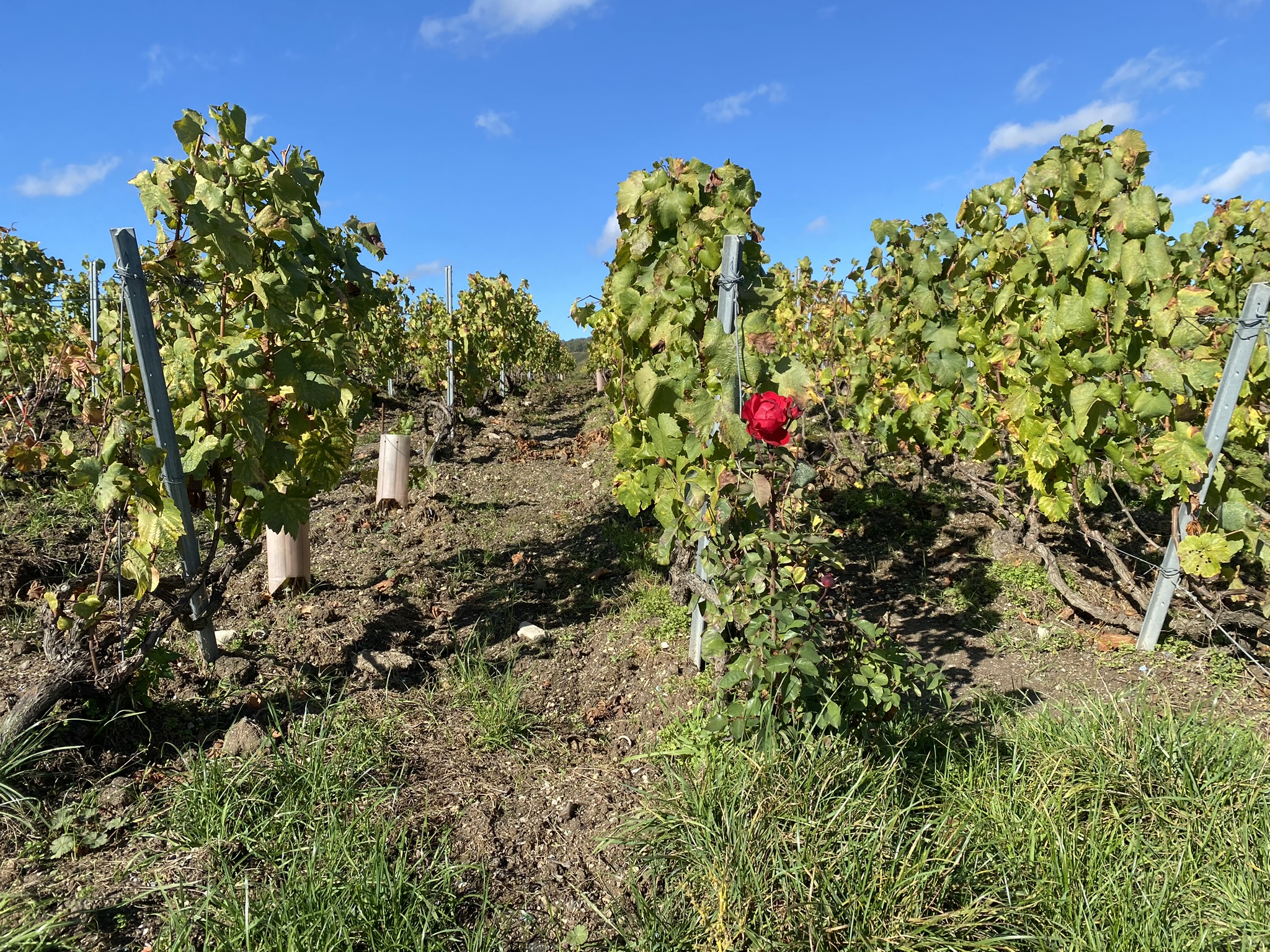
En ros i en vinodling i Vertus, Frankrike. Att plantera en ros i slutet av en vinstock är en tradition med flera förklaringar.

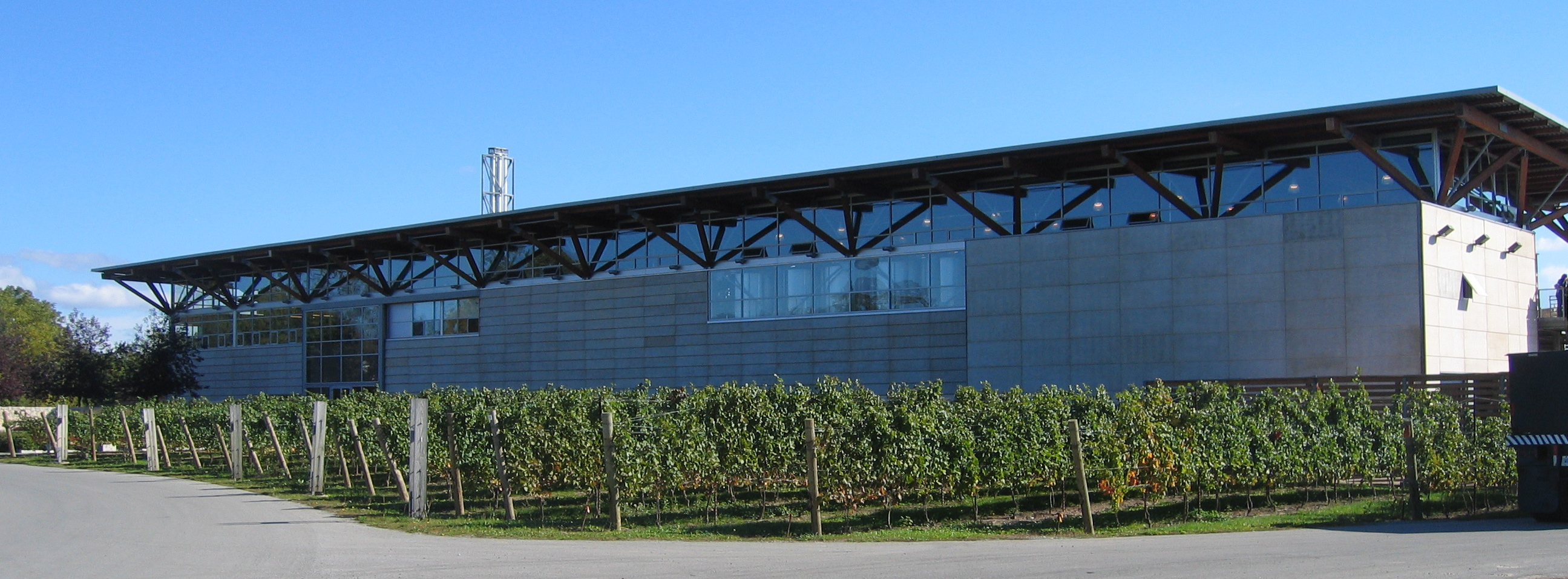
Jackson-Triggs vinanläggning i Niagara, Ontario, Kanada är byggt i en stil som är särskilt representativ för Nya världen: mycket funktionella utrymmen för vinframställning men också en iögonenfallande byggnad i modern arkitektur som är anpassad för guidade turer och även inrymmer en vinbutik och en restaurang.

- Vinodling, den "utomhusverksamhet" som sker i vingården och som leder fram till skördade vindruvor.
- Vinframställning, den "inomhusverksamhet" som sker efter skörden och som leder fram till färdigt vin, varpå följer buteljering (eller annan förpackning), försäljning och distribution.

I många fall är det samma företag, tillverkare eller vinbonde som både odlar druvorna och framställer vin av dem. Vin odlas i kommersiell omfattning i huvudsak mellan trettionde och femtionde breddgraden på norra halvklotet och mellan trettionde och fyrtiofemte breddgraden på det södra halvklotet. Med speciella odlingsmetoder kan det även gå att odla vin utanför dessa områden. Den tid som en vinranka får stå kvar i vingården innan den rycks upp varierar stort. Vissa tillverkare rycker rutinmässigt upp stockarna efter 25-30 år, samtidigt som det finns över 100 år gamla stockar som används för kommersiell vinodling. När det handlar om kvalitetsviner anses i många fall gamla stockar (på franska vielles vignes, på engelska old vine(s), på tyska alte Reben) ge de bästa vinerna, och har blivit ett försäljningsargument som ofta skrivs ut på etiketten.
Normalt går det ungefär 100 dagar från vinrankans blomning på våren till vinskörden på hösten, och ungefär 50 dagar efter véraison, den tidpunkt då druvorna börjar skifta färg. Efter skörden är det viktigt att druvorna så snabbt som möjligt transporteras vidare till vinframställningen. På grund av att det finns jästsvampar på vindruvornas skal kan druvsaft ifrån vindruvor som inte är hela börja jäsa, vilket inte är önskvärt så länge det finns luftkontakt.
Processen för vinframställning, alltså det arbete som sker efter skörden, skiljer sig åt beroende på vintyp. Vitt vin, rosévin och rött vin framställs på något olika sätt, där det ingår något fler steg i framställningen av rött vin än av vitt vin. För framställning av speciella vintyper som mousserande vin och starkvin tillkommer ytterligare steg. För det mesta sker samtliga produktionssteg i en och samma anläggning, men det förekommer också att vindruvorna pressas i en produktionsanläggning och att druvsaften därefter transporteras till en annan anläggning för att jäsas där. Efter att hela krossnings-, pressnings- och jäsningsfaserna är över lagras ofta vinet på fat innan det buteljeras och säljs.

## Årgångar och lagring av vin

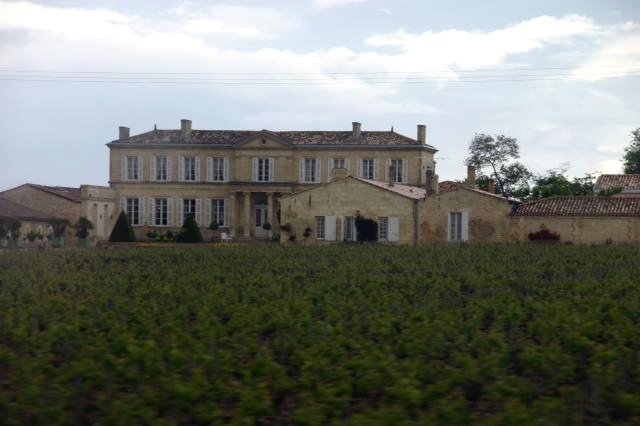
I likhet med andra klassiska Bordeaux-egendomar har Château Branaire Ducru i Saint-Julien-Beychevelle en slottsliknande huvudbyggnad, byggd för att vara bostad för ägaren, omgiven av vinrankor.

Det år som vindruvorna skördas benämns vinets årgång, som vanligen finns utsatt på flaskan eller annan förpackning. Eftersom ett vins kvalitet och specifika aromer påverkas av sådana saker som medeltemperatur och nederbörd under växtsäsongen, och hur en viss skörd har hanteras vid tillverkningen, är inte alla årgångar av ett vin exakt lika. I många fall påverkas de flesta tillverkare i en hel vinregion eller ett helt land av likartade faktorer (exempelvis en ovanligt solig sommar, eller ihållande regn under skördeveckorna), vilket leder till att man pratar om bra och dåliga årgångar. För riktigt högklassiga viner kan priserna variera mycket mellan årgångarna.
Dessutom ändras viners karaktär med åldern. Generellt kan man säga att de fruktiga aromerna avtar med ökande ålder, att många viner utvecklar andra aromer med tiden och att röda viners strävhet minskar med ökande ålder. Om detta är en förändring till det bättre eller till det sämre varierar från vin till vin och är i viss mån en fråga om tycke och smak. Den stil som vinet är gjord i påverkar också hur lagringsdugligt det är. Många viner, och i princip alla billigare viner, är gjorda för att drickas omedelbart och vinner inte på lagring. I många fall förlorar de kanske inte heller på en viss tids lagring under lämpliga förhållanden. Andra viner, och då framför allt kraftiga röda viner, är avsedda att lagras i flera år innan de dricks. När ett sådant vin har uppnått lämplig ålder för att drickas brukar man beteckna det som moget. En tredje kategori viner är sådana som endera kan drickas unga eller mogna, beroende på vilken stil man föredrar. I denna kategori finns både röda och vita viner.
Om vin skall förvaras en längre tid bör flaskorna förvaras svalt, 17-18 °C brukar ofta nämnas som en optimal temperatur, och utan att exponeras för starkt solljus. Om vinet är försett med naturkork är det viktigt att luftfuktigheten är relativt hög och att flaskorna förvaras liggande, detta för att förhindra att korken torkar ut och blir otät.

## Vinprovning
Vinprovning är ett sätt att lära sig mer om olika typer av vin, druvor och vinregioner. De kriterier som oftast bedöms är vinets utseende, doft, smak och sammanfattning. Det finns flera olika skalor för poängsättning, till exempel 1-20 eller 1-100 och inom olika intervall bedöms vinet vara ej prisvärt, prisvärt eller mycket prisvärt.

## Särskilda klassificeringar

### Ekologiska viner
Vid framställning av ekologiskt vin får man inte använda konstgödning, ogräsmedel, pesticider eller andra bekämpningsmedel. Dock är Bordeauxvätska, som består av vatten, släckt kalk, kopparsulfat och svavel, tillåten för bekämpning av mjöldagg eftersom den inte tränger in i druvan. Ekologisk vinodling har ökat under senare decennier, och det finns organisationer som delar ut rätten att använda vissa märkningar för ekologiskt vin, exempelvis tyska Ecovin. På engelskspråkiga vinetiketter används frasen Organic wine.
I flera avseenden påminner ekologisk vinodling om "traditionell" vinodling så som den allmänt praktiserades i slutet av 1800- och början av 1900-talet. Många tillverkare av högkvalitativa viner i klassiska vinområden använder också traditionella metoder, åtminstone för sina bästa viner i högre prisklasser. Dessa viner ligger således ofta nära de ekologiska vinerna i framställningsmetod, även om de saknar ekologisk märkning.

### Biodynamiska viner
I vissa regioner, bland annat de franska regionerna Alsace, Bourgogne, Loire och Rhône, odlas vissa viner biodynamiskt, vilket i princip innebär att man förutom att odla ekologiskt tillämpar Rudolf Steiners läror och bland annat utgår från diverse astrologiska idéer i vinframställningen. Ett exempel kan vara att enbart buteljera vinerna när planeterna står i vissa gynnsamma positioner. De astrologiska inslagen gör biodynamisk vinodling kontroversiell. Att biodynamiken ändå har fått stor uppmärksamhet i vinvärlden beror på att många biodynamiskt framställda viner har blivit mycket uppskattade av många internationella vinkritiker. Om detta beror på de biodynamiska odlingsmetoderna, eller om samma resultat skulle kunna uppnås med ekologisk odling utan astrologiska läror är omdebatterat.

### Rättvisemärkning
Rättvisemärkta viner förekommer, men i begränsad utsträckning, då huvuddelen av vinproduktionen sker i länder som inte betraktas som utvecklingsländer eller fattiga, och därför inte brukar komma i fråga för rättvisemärkning. Det första rättvisemärkta vinet i svensk distribution dök upp i början av 2006.

### Koscherviner
Vissa viner har koscher-klassificering. Andra religiösa klassificeringar tycks ej vara vanliga. På grund av islams alkoholförbud finns det endast alkoholfria halal-klassificerade viner.

### Tyska vinklasser
Enligt tysk vinlag klassificeras viner från lägsta till högsta mellan Tafelwein (bordsvin), Landwein, Qualitätsweine b.A (bestimmter Anbaugebiet) och Prädikatsweine.
VDP, Verband Deutscher Prädikatsweingüter, som är en sammanslutning av cirka 200 av Tysklands främsta vinodlare, har egna kvalitetsregler för både odling och vinmakeri och delar in sina viner i klasserna Gutsweine, Ortswein, Erste Lage och Grosse Lage. 

### Veganviner
Även om vin definitionsmässigt är en produkt från växtriket utnyttjas i vissa fall ämnen av animaliskt ursprung i samband med klarning av vinet, exempelvis äggvita. I det färdiga vinet finns inte klarningsmedlet kvar, men det förekommer att veganer önskar undvika viner framställda på detta sätt. Veganviner är således viner som är framställda utan att animaliska ämnen har utnyttjats för klarning eller andra ändamål.

### Alkoholfritt vin
Alkoholfritt vin är omstritt som begrepp. EU:s produktdefinition är "vin vars alkohol fysiskt har avlägsnats eller där jäsningen av druvorna styrts så ingen alkohol producerats". I många andra marknader - till exempel USA - måste drycken märkas "av-alkoholiserat" vin.
Själva alkoholen tas bort ur vinet med hjälp av metoder som konventionell eller vakuumdestillation, frysdestillering, kall filtrering med centrifug eller med omvänd osmos. Det är i själva jäsningsprocessen vinet får sina smaker, dofter, nyanser och karaktären från druvsorterna. Alkoholen är senare i den färdiga drycken en smakbärare av motsvarande betydelse som socker, fett och salt i andra sammanhang. Innan färdigställning av det alkoholfria vinet försöker man kompensera en del av smakförlusterna med smaktillsatser och ren druvjuice.

## Förfalskning och manipulering av viner
Under historien har det många gånger hänt att viner har förfalskats (exempelvis försetts med en etikett som indikerar ett annat ursprung eller en högre kvalitetsnivå) eller manipulerats på andra sätt. Detta har varit grunden för många av de lagreglerade kvalitetsbeteckningar som förekommer. Bland nutida "vinskandaler" som fått stor medial uppmärksamhet kan nämnas följande:
- År 1985 upptäcktes det att dietylenglykol använts som sötningsmedel i vissa viner producerade i Österrike.
- År 1986 upptäcktes det att metanol används för att "förbättra" vissa viner tillverkade i Italien.
- År 2008 upptäcktes det att tillsatser inkluderande svavelsyra och saltsyra använts för att kunna späda viner i Italien.

## Vinproduktion i olika länder
Vinproduktionen i de 25 största vinproducerande länderna i världen framgår i tabellen nedan. Även om produktionen under senare decennier har ökat kraftigt i Nya världen, dominerar Europa fortfarande vinproduktionen stort. 2004 stod Europa för drygt 70% av världens totala vinproduktion, och av den siffran svarade de 27 EU-länderna för drygt 64%. De flesta vinproducerande länder konsumerar själva huvuddelen av sina viner. Det är lättare att hitta vinländer med en hög exportandel i Nya världen, exempelvis Australien, Chile och Nya Zeeland.
| Olika länders produktion och export av vin (Läge 2004) | Olika länders produktion och export av vin (Läge 2004) | Olika länders produktion och export av vin (Läge 2004)               | Olika länders produktion och export av vin (Läge 2004) | Olika länders produktion och export av vin (Läge 2004) | Olika länders produktion och export av vin (Läge 2004) | Olika länders produktion och export av vin (Läge 2004) |
| ------------------------------------------------------ | ------------------------------------------------------ | -------------------------------------------------------------------- | ------------------------------------------------------ | ------------------------------------------------------ | ------------------------------------------------------ | ------------------------------------------------------ |
| Placering                                              | Land                                                   | Kända regioner                                                       | Vinproduktion (1000-tal hl)                            | Odlingsareal (1000-tal ha)                             | Vinexport (1000-tal hl)                                |                                                        |
| 1                                                      | Frankrike                                              | Alsace Bordeaux Bourgogne Champagne Rhône Loire Languedoc-Roussillon | 57 386                                                 | 889                                                    | 14 210                                                 |                                                        |
| 2                                                      | Italien                                                | Piemonte Toscana Veneto                                              | 53 000                                                 | 849                                                    | 14 197                                                 |                                                        |
| 3                                                      | Spanien                                                | Jerez Ribera del Duero Rioja                                         | 42 988                                                 | 1 200                                                  | 14 042                                                 |                                                        |
| 4                                                      | USA                                                    | Kalifornien                                                          | 20 109                                                 | 398                                                    | 3 874                                                  |                                                        |
| 5                                                      | Argentina                                              | Salta Jujuy La Rioja Mendoza San Juan Río Negro                      | 15 464                                                 | 213                                                    | 1 553                                                  |                                                        |
| 6                                                      | Australien                                             |                                                                      | 13 811                                                 | 164                                                    | 6 457                                                  |                                                        |
| 7                                                      | Kina                                                   |                                                                      | 11 700                                                 | 471                                                    | 20                                                     |                                                        |
| 8                                                      | Tyskland                                               | Mosel Rheingau Franken Pfalz Baden Württemberg                       | 10 047                                                 | 102                                                    | 2 709                                                  |                                                        |
| 9                                                      | Sydafrika                                              | Stellenbosch Swartland Tulbagh Paarl                                 | 9 279                                                  | 133                                                    | 2 685                                                  |                                                        |
| 10                                                     | Portugal                                               | Douro Madeira                                                        | 7 481                                                  | 247                                                    | 3 229                                                  |                                                        |
| 11                                                     | Chile                                                  |                                                                      | 6 301                                                  | 189                                                    | 4 740                                                  |                                                        |
| 12                                                     | Rumänien                                               |                                                                      | 6 166                                                  | 222                                                    | 376                                                    |                                                        |
| 13                                                     | Ryssland                                               |                                                                      | 5 120                                                  | 73                                                     | 12                                                     |                                                        |
| 14                                                     | Ungern                                                 |                                                                      | 4 340                                                  | 83                                                     | 458                                                    |                                                        |
| 15                                                     | Grekland                                               |                                                                      | 4 295                                                  | 130                                                    | 350                                                    |                                                        |
| 16                                                     | Moldavien                                              |                                                                      | 3 026                                                  | 146                                                    | 2 280                                                  |                                                        |
| 17                                                     | Brasilien                                              | Rio Grande do Sul                                                    | 3 000                                                  | 74                                                     | 30                                                     |                                                        |
| 18                                                     | Österrike                                              |                                                                      | 2 735                                                  | 49                                                     | 730                                                    |                                                        |
| 19                                                     | Ukraina                                                |                                                                      | 2 000                                                  | 103                                                    | 211                                                    |                                                        |
| 20                                                     | Bulgarien                                              |                                                                      | 1 949                                                  | 97                                                     | 905                                                    |                                                        |
| 21                                                     | Serbien och Montenegro                                 |                                                                      | 1 740                                                  | 72                                                     | 131                                                    |                                                        |
| 22                                                     | Kroatien                                               |                                                                      | 1 561                                                  | 54                                                     | 49                                                     |                                                        |
| 23                                                     | Nya Zeeland                                            |                                                                      | 1 192                                                  | 23                                                     | 404                                                    |                                                        |
| 24                                                     | Schweiz                                                |                                                                      | 1 159                                                  | 15                                                     | 19                                                     |                                                        |
| 25                                                     | Uruguay                                                |                                                                      | 1 126                                                  | 9                                                      | 13                                                     |                                                        |

Anmärkning: den odlade arealen inkluderar vindruvsodlingar för bordsdruvor och russinproduktion. Vinexporten inkluderar inte enbart viner producerade i landet, utan även återexport.

## Vinkonsumtion

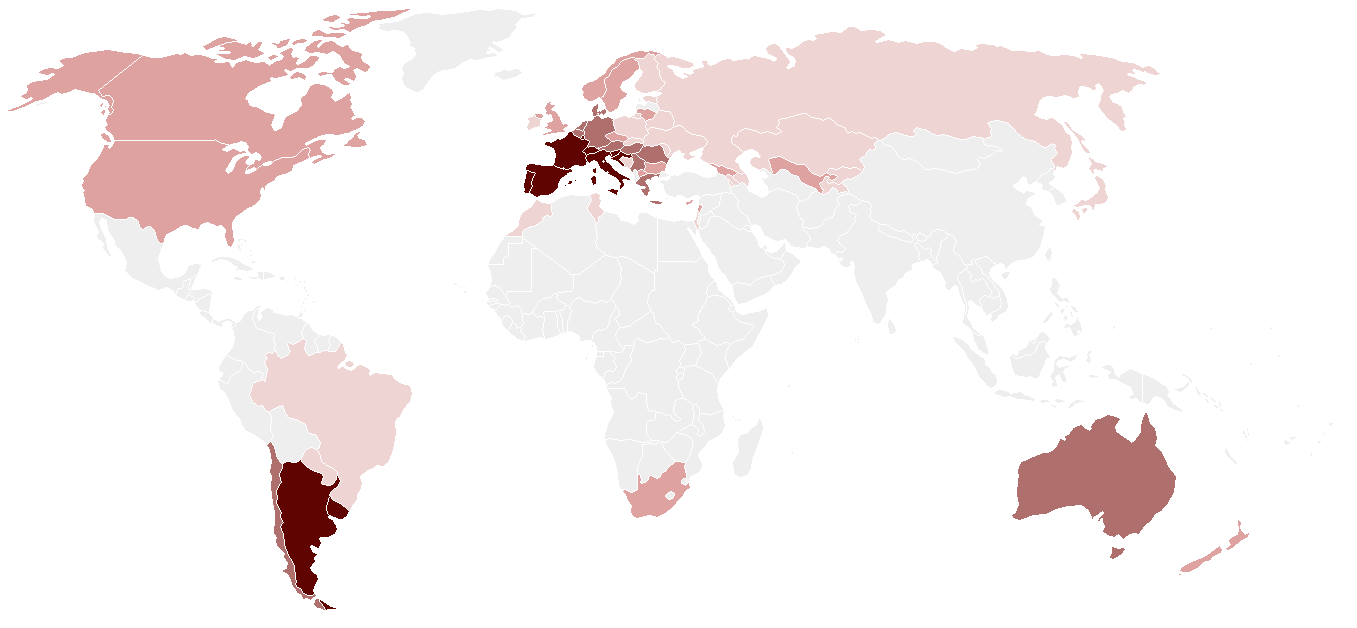
Årlig vinkonsumtion per capita i olika länder, avser läget kring år 2000:
mindre än 1 liter
mellan 1 och 7 liter
mellan 7 och 15 liter
mellan 15 och 30 liter
mer än 30 liter

Konsumtionen av vin varierar stort mellan olika länder. Generellt är den högst i vinproducerande länder, och bland övriga länder högre i länder med hög BNP per capita. Under flera decennier har den inhemska konsumtionen trendmässigt minskat i de vinproducerande länderna i södra Europa, mycket på grund av att yngre personer sprider sitt drickande mellan både öl och vin, samt att det blivit betydligt mindre vanligt att dricka stora mängder vin till maten vid lunchtid under arbetsdagar. Detta har lett till minskad regional och inhemsk efterfrågan på viner av enklare kvalitet med överproduktion och prispress som följd. Samtidigt har konsumtionen i bland annat norra Europa och Nordamerika ökat.

### Vinimport
| De största vinimportörerna (Läge 2004) | De största vinimportörerna (Läge 2004) | De största vinimportörerna (Läge 2004) |
| -------------------------------------- | -------------------------------------- | -------------------------------------- |
| Placering                              | Land                                   | Vinimport (1000-tal hl)                |
| 1                                      | Tyskland                               | 13 043                                 |
| 2                                      | Storbritannien                         | 11 945                                 |
| 3                                      | USA                                    | 6 415                                  |
| 4                                      | Frankrike                              | 5 514                                  |
| 5                                      | Ryssland                               | 5 051                                  |
| 6                                      | Nederländerna                          | 3 227                                  |
| 7                                      | Belgien                                | 2 801                                  |
| 8                                      | Kanada                                 | 2 668                                  |
| 9                                      | Danmark                                | 2 006                                  |
| 10                                     | Schweiz                                | 1 806                                  |
| 11                                     | Japan                                  | 1 665                                  |
| 12                                     | Italien                                | 1 625                                  |
| 13                                     | Portugal                               | 1 582                                  |
| 14                                     | Sverige                                | 1 528                                  |
| 15                                     | Tjeckien                               | 1 226                                  |

Anmärkning: Vinimporten innefattar även viner som återexporteras, och kan därför avvika från konsumtionssiffrorna. I Europa förekommer också framställning av "europeiska bordsviner" genom blandning av viner från olika europeiska viner.

### Hälsopåverkan av vinkonsumtion
I likhet med övriga alkoholdrycker kan intag av vin leda till berusning och alkoholism, och vara särskilt skadligt vid vissa sjukdomstillstånd eller i kombination med vissa läkemedel. Emellertid finns också åtskilliga epidemiologiska studier som visar att måttlighetsdrickare lever längre än helnykterister, som i sin tur lever längre än storkonsumenter av alkohol. Skillnaden består i minskad risk för hjärt- och kärlsjukdomar, och den minskade risken förknippas främst med rött vin, även om mekanismerna inte tycks helt klarlagda.
Slutsatserna om vilken konsumtionsmängd som utgör måttlighetsdrickande varierar dock något mellan olika forskare och olika länders hälsorådgivande organ. Svenska Folkhälsoinstitutet rekommenderar högst 14 standardglas à 15 cl vin per vecka för män, och högst 9 standardglas per vecka för kvinnor, samt att berusningsdrickande (minst 5 standardglas vid samma tillfälle för män, och 4 för kvinnor) inte förekommer alls.
Vissa personer uppger sig få allergiska reaktioner mot vin eller vissa vintyper. Vad i vinet som detta kan tänkas bero på är ej helt klarlagt. Vissa, särskilt i USA, har skyllt på innehållet av svavel (i form av sulfitjoner), vilket har lett till att de flesta viner på etiketten anger att de innehåller sulfiter. Bland många forskare finns dock en utbredd skepsis till om sulfitjonerna kan förklara de allergiska reaktionerna. Eftersom allergiska reaktioner mot rött vin tycks vanligare än mot vitt, har det diskuterats om histaminer (som är vanligare i röda viner) kan vara en bidragande orsak.

## Druvsorter
Se Lista över vindruvor.
Det finns runt 8 000 kända druvsorter, inklusive vilt växande druvsorter och druvsorter som huvudsakligen används för produktion av bordsdruvor och russin. Ett mindre antal är mera vanliga i vintillverkning.
| Uppskattad odlingsareal för de mest odlade druvsorterna i världen (per 2004) | Uppskattad odlingsareal för de mest odlade druvsorterna i världen (per 2004) | Uppskattad odlingsareal för de mest odlade druvsorterna i världen (per 2004) | Uppskattad odlingsareal för de mest odlade druvsorterna i världen (per 2004) | Uppskattad odlingsareal för de mest odlade druvsorterna i världen (per 2004) | Uppskattad odlingsareal för de mest odlade druvsorterna i världen (per 2004) | Uppskattad odlingsareal för de mest odlade druvsorterna i världen (per 2004)                                                                       |
| Druvsort                                                                     | Färg                                                                         | Vanliga synonymer                                                            | Odlingsareal (ha)                                                            | Trend                                                                        | Länder med stor odlingsandel eller kända odlingar                            | Anmärkning |
| ---------------------------------------------------------------------------- | ---------------------------------------------------------------------------- | ---------------------------------------------------------------------------- | ---------------------------------------------------------------------------- | ---------------------------------------------------------------------------- | ---------------------------------------------------------------------------- | --- |
| 1. Airén                                                                     | grön                                                                         |                                                                              | 306 000                                                                      | minskar                                                                      | Spanien                                                                      | På grund av låg odlingstäthet i Spanien är airén inte världens mest odlade druvsort mätt i antal vinstockar, även om den odlade arealen är störst. |
| 2. Cabernet sauvignon                                                        | blå                                                                          |                                                                              | 262 000                                                                      | ökar                                                                         | Frankrike, Chile, USA, Bulgarien, Australien, Sydafrika                      | Det finns sannolikt fler vinstockar av cabernet sauvignon än av airén.                                                                             |
| 3. Merlot                                                                    | blå                                                                          |                                                                              | 260 000                                                                      | ökar                                                                         | Frankrike, Italien, USA                                                      | Det finns sannolikt fler vinstockar av merlot än av airén.                                                                                         |
| 4. Garnacha                                                                  | blå                                                                          | Grenache, garnatxa                                                           | 209 800                                                                      | minskar                                                                      | Spanien, Frankrike                                                           | |
| 5. Tempranillo                                                               | blå                                                                          | Cencibel, tinta roriz                                                        | 202 100                                                                      | ökar                                                                         | Spanien, Portugal                                                            | |
| 6. Chardonnay                                                                | grön                                                                         |                                                                              | 179 300                                                                      | ökar                                                                         | USA, Frankrike, Australien, Italien                                          | |
| 7. Syrah                                                                     | blå                                                                          | Shiraz                                                                       | 142 600                                                                      | ökar                                                                         | Frankrike, Australien, Argentina, Sydafrika                                  | |
| 8. Ugni Blanc                                                                | grön                                                                         | Trebbiano                                                                    | 136 100                                                                      | minskar                                                                      | Frankrike, Italien                                                           | |
| 9. Rkatsiteli                                                                | grön                                                                         |                                                                              | 127 500                                                                      | oförändrad                                                                   | Georgien, Ryssland, Ukraina, Bulgarien                                       | |
| 10. Carignan                                                                 | blå                                                                          | Mazuelo, cariñena                                                            | 111 100                                                                      | minskar                                                                      | Frankrike, Spanien                                                           | |
| 11. Bobal                                                                    | blå                                                                          |                                                                              | 89 000                                                                       | minskar                                                                      | Spanien                                                                      | |
| 12. Pinot noir                                                               | blå                                                                          | Spätburgunder                                                                | 86 500                                                                       | ökar                                                                         | Frankrike, Moldavien, Tyskland, USA                                          | |
| 13. Sauvignon blanc                                                          | grön                                                                         |                                                                              | 79 300                                                                       | ökar                                                                         | Frankrike, Moldavien, Ukraina, Nya Zeeland                                   | |
| 14. Sangiovese                                                               | blå                                                                          |                                                                              | 77 000                                                                       | minskar                                                                      | Italien                                                                      | |
| 15. Monastrell                                                               | blå                                                                          | Mourvèdre, mataro                                                            | 74 500                                                                       | minskar                                                                      | Spanien, Frankrike                                                           | |
| 16. Cabernet franc                                                           | blå                                                                          |                                                                              | 54 500                                                                       | ökar                                                                         | Frankrike, Argentina, USA, Kanada                                            | |
| 17. Catarratto                                                               | grön                                                                         |                                                                              | 50 900                                                                       | minskar                                                                      | Italien                                                                      | |
| 18. Welschriesling                                                           | grön                                                                         |                                                                              | 50 300                                                                       | minskar                                                                      | F.d. Jugoslavien, Ungern, Rumänien, Österrike                                | |
| 19. Macabeo                                                                  | grön                                                                         | Viura                                                                        | 49 700                                                                       | ökar                                                                         | Spanien, Frankrike                                                           | |
| 20. Riesling                                                                 | grön                                                                         |                                                                              | 48 700                                                                       | ökar                                                                         | Tyskland, Kina, Ukraina, Australien, Frankrike                               | |
| 21. Muscat d’alexandrie                                                      | grön                                                                         | Moscatel                                                                     | 48 500                                                                       | minskar                                                                      | Spanien, Chile, Algeriet, Argentina                                          | En druvsort bland många i den stora muscatfamiljen.                                                                                                |
| 22. Aligoté                                                                  | grön                                                                         |                                                                              | 45 000                                                                       | minskar                                                                      | Ryssland, Ukraina, Moldavien, Bulgarien, Frankrike                           | |
| 23. Cinsault                                                                 | blå                                                                          | Cinsaut                                                                      | 44 400                                                                       | minskar                                                                      | Frankrike, Sydafrika                                                         | |
| 24. Chenin blanc                                                             | grön                                                                         | Steen                                                                        | 39 200                                                                       | minskar                                                                      | Sydafrika, USA, Frankrike                                                    | |
| De 24 mest odlade druvsorterna                                               | De 24 mest odlade druvsorterna                                               | De 24 mest odlade druvsorterna                                               | 2 774 000                                                                    |                                                                              |                                                                              | 35% av den totala odlingsarealen av samtliga druvsorter                                                                                            |
| Andra kända druvsorter i bokstavsordning                                     |                                                                              |                                                                              |                                                                              |                                                                              |                                                                              | |
| Albariño                                                                     | grön                                                                         | Alvarinho                                                                    |                                                                              |                                                                              | Spanien, Portugal                                                            | |
| Barbera                                                                      | blå                                                                          |                                                                              |                                                                              |                                                                              | Italien                                                                      | |
| Carmenère                                                                    | blå                                                                          |                                                                              |                                                                              |                                                                              | Chile                                                                        | |
| Corvina                                                                      | blå                                                                          | Corvina veronese                                                             |                                                                              |                                                                              | Italien                                                                      | |
| Dolcetto                                                                     | blå                                                                          |                                                                              |                                                                              |                                                                              | Italien                                                                      | |
| Gamay                                                                        | blå                                                                          |                                                                              |                                                                              |                                                                              | Frankrike                                                                    | |
| Gewürztraminer                                                               | grön                                                                         | Traminer                                                                     |                                                                              |                                                                              | Österrike, Italien, Frankrike, Tyskland, Kroatien                            | |
| Grüner veltliner                                                             | grön                                                                         |                                                                              |                                                                              |                                                                              | Österrike                                                                    | |
| Inzolia                                                                      | grön                                                                         |                                                                              |                                                                              |                                                                              | Italien                                                                      | |
| Malbec                                                                       | blå                                                                          | Côt, auxerrois                                                               |                                                                              |                                                                              | Frankrike, Argentina                                                         | |
| Malvasia                                                                     | grön                                                                         | Malmsey                                                                      |                                                                              |                                                                              | Italien, Portugal                                                            | |
| Marsanne                                                                     | grön                                                                         |                                                                              |                                                                              |                                                                              | Frankrike, Australien                                                        | |
| Melon de bourgogne                                                           | grön                                                                         | Muscadet                                                                     |                                                                              |                                                                              | Frankrike                                                                    | |
| Muscat blanc à petit grains                                                  | grön                                                                         |                                                                              |                                                                              |                                                                              | Frankrike, Italien, Grekland                                                 | |
| Nebbiolo                                                                     | blå                                                                          | Spanna, chiavennasca                                                         |                                                                              |                                                                              | Italien                                                                      | |
| Nero d’avola                                                                 | blå                                                                          |                                                                              |                                                                              |                                                                              | Italien                                                                      | |
| Palomino                                                                     | grön                                                                         |                                                                              |                                                                              |                                                                              | Spanien                                                                      | |
| Perricone                                                                    | blå                                                                          |                                                                              |                                                                              |                                                                              | Italien                                                                      | |
| Pinot blanc                                                                  | grön                                                                         | Weissburgunder                                                               |                                                                              |                                                                              | Frankrike, Tyskland                                                          | |
| Pinot gris                                                                   | grön                                                                         | Pinot grigio, grauburgunder                                                  |                                                                              |                                                                              | Frankrike, Italien, Tyskland                                                 | |
| Pinot meunier                                                                | blå                                                                          | Meunier, schwarzriesling                                                     |                                                                              |                                                                              | Frankrike, Tyskland                                                          | |
| Pinotage                                                                     | blå                                                                          |                                                                              |                                                                              |                                                                              | Sydafrika                                                                    | |
| Roussanne                                                                    | grön                                                                         |                                                                              |                                                                              |                                                                              | Frankrike                                                                    | |
| Sémillon                                                                     | grön                                                                         |                                                                              |                                                                              |                                                                              | Frankrike, Australien                                                        | |
| Silvaner                                                                     | grön                                                                         | Sylvaner                                                                     |                                                                              |                                                                              | Tyskland, Frankrike                                                          | |
| Tannat                                                                       | blå                                                                          |                                                                              |                                                                              |                                                                              | Frankrike                                                                    | |
| Touriga nacional                                                             | blå                                                                          |                                                                              |                                                                              |                                                                              | Portugal, Sydafrika                                                          | |
| Viognier                                                                     | grön                                                                         |                                                                              |                                                                              |                                                                              | Frankrike, Australien, USA                                                   | |
| Zinfandel                                                                    | blå                                                                          | Primitivo                                                                    |                                                                              |                                                                              | USA, Italien                                                                 | |
| Samtliga druvsorter                                                          | Samtliga druvsorter                                                          | Samtliga druvsorter                                                          | 7 923 220                                                                    | ungefär oförändrad                                                           |                                                                              | Siffran inkluderar även odlingar av vindruvor avsedda för bordsdruvor och russin                                                                   |

## Kemisk sammansättning
Förutom de mängdmässigt dominerande komponenterna vatten och etanol innehåller vin en stor mängd av kemiska föreningar som ger det dess karakteristiska smak, doft och utseende. Bland dessa kan nämnas olika sockerarter, fenoler och olika syror.

### Socker
Vindruvan innehåller framför allt sockerarterna glukos och fruktos, och dessa kan därför förekomma i viner där musten inte jästs ut helt. Glukosen förbrukas snabbare än fruktos vid alkoholjäsning, så söta viner innehåller oftast en hög andel fruktos, som också har en mer intensiv söt smak än glukos. En viss mängd sackaros kan finnas i mousserande viner, eftersom den dosage de får efter flaskjäsningen består av denna sockerart. Den sackaros som tillsätts vid chaptalisering brukar däremot omvandlas till alkohol och ej finnas kvar i det färdiga vinet.

### Fenoler
Vin innehåller en stor mängd olika fenoler. De tanniner som ger röda viner deras sträva karaktär är ett slags polyfenoler.

### Syror
Bland syrorna kan bland annat nämnas vinsyra, äppelsyra, mjölksyra och citronsyra. Vinsyra och äppelsyra är de vanligaste syrorna i vindruvorna. Vissa vita viner och de flesta röda viner genomgår malolaktisk jäsning, då äppelsyran omvandlas till mjölksyra med hjälp av bakterier, vilket ger vinet en mjukare karaktär.